# Southern Culture on the Skids
A Southern Culture on the Skids, rövidítése SCOTS, amerikai rockegyüttes az Észak-Karolinai Chapel Hill-ből. 1983-ban alakultak, első EP-jük 1984-ben jelent meg. Az első felállás a következő volt: Rick Miller - gitár, Stan Lewis - ének, Leslie Land - basszusgitár, Chip Shelby - dobok.
Az együttes stílusát nehéz kategorizálni; az Allmusic szerint a zenekar "hagyományos roots rock együttesként kezdte, majd egy ironikus stílusú bulizenekarrá vált, amely a szex és a sült csirke megszállottja". A Stomp and Stammer a Green Acres és a Green Onions keverékeként írta le az együttest. Az együttes látványos koncertjeiről is ismert, melynek során sült csirkét és banános pudingot dobálnak a közönség sorai közé, illetve felhívják a közönséget táncolni és enni a színpadra. A Shepherd Express szerint az együttes "tengernyi műfajban játszik", beleértve a rockabilly, rhythm and blues és szörfzene műfajokat. Az Elmore magazin szerint az americana, rockabilly, surf rock, country rock és a rhythm and blues műfajait vegyitik a punk keménységével és rengeteg humorral. A Stomp and Stammer a country, surf, rockabilly és soul zene keverékeként határozta meg zenéjüket, míg a Virginian-Pilot szerint a blues, a psychobilly és a rock and roll műfajokat egyesítik.

## Tagok
- Rick Miller − ének, gitár
- Dave Hartman − ütős hangszerek
- Mary Huff –  ének, basszusgitár

### Korábbi tagok
- Stan Lewis
- Leslie Land
- Chip Shelby
- Chris Bess
- Tim Barnes
- Michael Kelsh

## Diszkográfia
- 1985: Southern Culture On The Skids vagy First Album
- 1991: Too Much Pork For Just One Fork[9]
- 1992: For Lovers Only
- 1994: Ditch Diggin'[9]
- 1995: Dirt Track Date
- 1997: Plastic Seat Sweat[9]
- 2000: Liquored Up and Lacquered Down[10]
- 2002: Live At El Sol
- 2004: Mojo Box
- 2006: Doublewide and Live[11]
- 2007: Countrypolitan Favorites
- 2010: The Kudzu Ranch
- 2011: Zombified (5 új dallal kiegészítve)
- 2013: Dig This: Ditch Diggin' V.2
- 2016: The Electric Pinecones
- 2020: Kudzu Records Presents
- 2021: At Home With Southern Culture on the Skids